# 菲泽尔科姆洛什
菲泽尔科姆洛什，是匈牙利包尔绍德-奥包乌伊-曾普伦州所辖的一个村。总面积5.87平方公里，总人口319，人口密度54.3人/平方公里（2011年1月1日）。